# Янгиабадский район
Янгиабадский район (тума́н; узб. Yangiobod tumani / Янгиобод тумани) — район на востоке Джизакской области Узбекистана. Административный центр — городской посёлок Баландчакир.